# Championnat de Saint-Christophe-et-Niévès de football 2021-2022
Navigation
Édition précédente Édition suivante
La saison 2021-2022 du Championnat de Saint-Christophe-et-Niévès de football est la cinquante-huitième édition de la SKNFA Premier League, le championnat de première division à Saint-Christophe-et-Niévès. Les douze meilleures équipes de l'île sont regroupées au sein d’une poule unique.
Une nouvelle fois, la pandémie de Covid-19 perturbe la tenue de la compétition qui est suspendue de mai 2021 à mai 2022.
Vainqueur en finale face au Conaree FC, St. Paul's United remporte son sixième titre et s'impose également en coupe nationale, réussissant un deuxième doublé championnat-coupe consécutif.

## Les équipes participantes
| \| Basseterre : Garden Hotspurs Newtown United Old Road Jets Trafalgar Southstars Village Superstars Basseterre St Peters Conaree St. Paul's Cayon Saddlers Dieppe Bay Bath United \| Localisation des équipes engagées. |
| Basseterre : Garden Hotspurs Newtown United Old Road Jets Trafalgar Southstars Village Superstars Basseterre St Peters Conaree St. Paul's Cayon Saddlers Dieppe Bay Bath United                                          |

| Équipe               | Classement 2019-2020      | Ville                 | Stade                                |
| -------------------- | ------------------------- | --------------------- | ------------------------------------ |
| St. Paul's United    | Champion                  | Saint-Paul Capisterre | Warner Park                          |
| Village Superstars   | Finaliste                 | Basseterre            | Warner Park                          |
| Cayon Rockets        | 3e (Super Six)            | Cayon                 | Warner Park                          |
| Garden Hotspurs      | 4e (Super Six)            | Basseterre            | The Garden                           |
| St Peters FC         | 5e (Super Six)            | St. Peter's           | Atiba Erasto Harris Sporting Complex |
| Conaree FC           | 6e (Super Six)            | Conaree               | Warner Park                          |
| Newtown United       | 7e                        | Basseterre            | Newtown Stadium                      |
| United Old Road Jets | 8e                        | Basseterre            | Warner Park                          |
| Saddlers United      | 9e                        | Saddlers              | Newtown Stadium                      |
| Trafalgar Southstars | 10e                       | Basseterre            | Warner Park                          |
| Bath United          | Champion de Division One  | Bath                  |                                      |
| Dieppe Bay Eagles    | Finaliste de Division One | Dieppe Bay Town       |                                      |

Légende des couleurs
- Tenant du titre
- Promu de Division One

## Compétition
Le barème utilisé pour établir le classement est le suivant :
- Victoire : 3 points
- Match nul : 1 point
- Défaite : 0 point

### Saison régulière
| Rang | Équipe               | Pts | J  | G  | N | P  | Bp | Bc | Diff |
| ---- | -------------------- | --- | -- | -- | - | -- | -- | -- | ---- |
| 1    | St. Paul's United T  | 57  | 22 | 18 | 3 | 1  | 57 | 11 | +46  |
| 2    | Garden Hotspurs      | 49  | 22 | 15 | 4 | 3  | 41 | 15 | +26  |
| 3    | Cayon Rockets        | 45  | 22 | 14 | 3 | 5  | 48 | 17 | +31  |
| 4    | Village Superstars   | 43  | 22 | 12 | 7 | 3  | 44 | 16 | +28  |
| 5    | St. Peters FC        | 42  | 22 | 12 | 6 | 4  | 42 | 19 | +23  |
| 6    | Conaree FC           | 34  | 22 | 10 | 4 | 8  | 37 | 32 | +5   |
| 7    | Saddlers United      | 26  | 22 | 7  | 5 | 10 | 34 | 33 | +1   |
| 8    | United Old Road Jets | 24  | 22 | 6  | 6 | 10 | 43 | 38 | +5   |
| 9    | Newtown United       | 18  | 22 | 4  | 6 | 12 | 20 | 35 | -15  |
| 10   | Bath United P        | 17  | 22 | 5  | 2 | 15 | 20 | 43 | -23  |
| 11   | Trafalgar Southstars | 10  | 22 | 3  | 1 | 18 | 15 | 62 | -47  |
| 12   | Dieppe Bay Eagles P  | 7   | 22 | 2  | 1 | 19 | 16 | 96 | -80  |

|  | Qualification pour le Super Six               |
|  | Relégation en Division One                    |
|  | T : Tenant du titre P : Promu de Division One |

### Super Six
L'équipe arrivée première lors de la saison régulière reçoit ses adversaires à domicile. Ce format est dégressif et donc la sixième joue uniquement à l'extérieur.
| Rang | Équipe              | Pts | J | G | N | P | Bp | Bc | Diff |  | Résultats (▼ dom., ► ext.) | CON | SPU | HOT | VIL | PET | CAY |
| ---- | ------------------- | --- | - | - | - | - | -- | -- | ---- |  | -------------------------- | --- | --- | --- | --- | --- | --- |
| 1    | Conaree FC          | 10  | 5 | 3 | 1 | 1 | 7  | 6  | +1   |  | Conaree FC                 |     |     |     |     |     |     |
| 2    | St. Paul's United T | 9   | 5 | 3 | 0 | 2 | 13 | 5  | +8   |  | St. Paul's United T        | 3-0 |     | 2-3 | 0-1 | 4-0 | 4-1 |
| 3    | Garden Hotspurs     | 8   | 5 | 2 | 2 | 1 | 8  | 8  | 0    |  | Garden Hotspurs            | 0-2 |     |     | 2-1 | 1-1 | 2-2 |
| 4    | Village Superstars  | 5   | 5 | 1 | 2 | 2 | 6  | 7  | -1   |  | Village Superstars         | 1-2 |     |     |     | 2-2 |     |
| 5    | St. Peters FC       | 5   | 5 | 1 | 2 | 2 | 7  | 11 | -4   |  | St. Peters FC              | 1-2 |     |     |     |     |     |
| 6    | Cayon Rockets       | 3   | 5 | 0 | 3 | 2 | 7  | 11 | -4   |  | Cayon Rockets              | 1-1 |     |     | 1-1 | 2-3 |     |

|  | Qualification pour la finale |
|  | T : Tenant du titre          |

### Finale
| Équipe 1          | Résultat | Équipe 2   | Aller | Retour | Appui |
| ----------------- | -------- | ---------- | ----- | ------ | ----- |
| St. Paul's United | 6 - 1    | Conaree FC | 1 - 0 | 5 - 1  | N/A   |

| Aller           | Conaree FC | 0 - 1 | St. Paul's United    | Warner Park, Basseterre |  |
| 15 octobre 2022 |            |       | 82e Keithroy Freeman |                         |  |

| Retour          | St. Paul's United                                                      | 5 - 1 | Conaree FC                | Warner Park, Basseterre |  |
| 20 octobre 2022 | Keithroy Freeman 21e 51e 88e · Kalonji Clark 41e · Petrez Williams 80e |       | 66e (csc) Petrez Williams |                         |  |
| 20 octobre 2022 | Rapport                                                                |       |                           |                         |  |

| Vainqueur de la SKNFA Premier League 2021-2022 St. Paul's United 6e titre |

## Bilan de la saison
| Championnat de Saint-Christophe-et-Niévès de football 2021-2022 |                              |
| Champion                                                        | St. Paul's United (6e titre) |
| Dauphin                                                         | Conaree FC                   |
| Coupes et trophées                                              |                              |
| Vainqueur de la Coupe de Saint-Christophe-et-Niévès 2021-2022   | St. Paul's United            |
| Qualifications continentales                                    |                              |
| À déterminer                                                    | À déterminer                 |
| Promotions et relégations                                       |                              |
| Promus en SKNFA Premier League                                  | Sandy Point FC               |
| Promus en SKNFA Premier League                                  | Security Forces United       |
| Relégués en SKNFA Division 1                                    | Trafalgar Southstars         |
| Relégués en SKNFA Division 1                                    | Dieppe Bay Eagles            |